# Цандер, Фридрих Артурович
Фри́дрих Арту́рович Ца́ндер (нем. Georg Arthur Constantin Friedrich Zander; 11 (23) августа 1887, Рига, Лифляндская губерния, Российская империя — 28 марта 1933, Кисловодск, Северо-Кавказский край, РСФСР, СССР) — советский учёный и изобретатель, один из пионеров ракетной техники. Один из создателей первой советской ракеты на жидком топливе — ГИРД-X.

## Происхождение
Фридрих Цандер происходил из интеллигентной семьи балтийских немцев Георга Артура (Артура Константиновича) Цандера (1854—1917) и его жены Матильды Хелены Готтшальк (1853—1889). Дед Фридриха — рижский купец и эльтерман Большой гильдии Иоганн Фридрих Константин Цандер (1827—1897). Рижские Цандеры приходятся дальними родственниками графу Э. И. Тотлебену.
Фридрих был четвёртым ребёнком в семье, у него было 2 старших брата — Курт и Роберт — и сёстры Паулина и Елена (при родах которой мать умерла, когда Фридриху было 2 года). От второго брака отца родилась единокровная сестра Маргарита.

## Биография
Родился в Риге в 5.30 утра 11 августа 1887 года в доме по ул. Известковой, 19. Был крещён в Домском соборе 4 октября.
Семья Цандеров жила в Риге по адресу ул. Бартауская (ныне Фридриха Цандера), дом 1.
Его отец по профессии был врачом, доктором медицины, однако увлекался не только медициной, но и другими естественными науками. Отец старался населить большой, окружённый садом двухэтажный дом радостью и покоем. Было много игрушек и всякой домашней живности, а вечерами он рассказывал детям о звёздах и планетах. Свой интерес к науке и технике он передал и Фридриху. Именно отец своими рассказами о других планетах и неземных разумных существах развил в любознательном Фридрихе с раннего возраста стремление к звёздам. Слушая отца, Фридрих думал о чёрных безднах, разделяющих звёзды, о множестве иных миров, которые наверняка есть, пусть даже очень далеко. У других людей жизнь заслоняет собой все эти мысли детства, а у Фридриха эти мысли заслонили всю его жизнь.
В 1898 году мальчик был зачислен в первый класс Рижского городского Реального училища, которое он с отличием окончил через 7 лет, став одним из лучших учеников. В последнем классе ему довелось ознакомиться с работой русского учёного К. Э. Циолковского «Исследование мировых пространств реактивными приборами», после чего юношу уже не оставляла мечта о покорении космоса. Во время обучения на инженера в Рижском политехническом институте на механическом отделении молодой инженер выполнил расчёт траектории полёта межпланетной ракеты, которая могла бы достичь поверхности Марса. Тема полёта к Красной планете волновала Цандера всю жизнь, а лозунг «Вперёд, на Марс!» даже стал его личным девизом.
В 1914 году Ф. А. Цандер с отличием окончил Рижский политехнический институт и поступил на завод «Проводник» в Риге, который выпускал различные резиновые изделия. В связи с началом Первой мировой войны, завод вместе со всем персоналом в 1915 году эвакуируется в Москву. В 1919 году Цандер переходит на Московский авиационный завод «Мотор». Он предполагал, что работа на заводе даст ему больше возможностей для развития своих идей.
В октябре 1926 года Ф. А. Цандер стал работать в Центральном конструкторском бюро Авиационного треста, приблизившись к своей заветной мечте — трудиться над созданием реактивных летательных аппаратов.

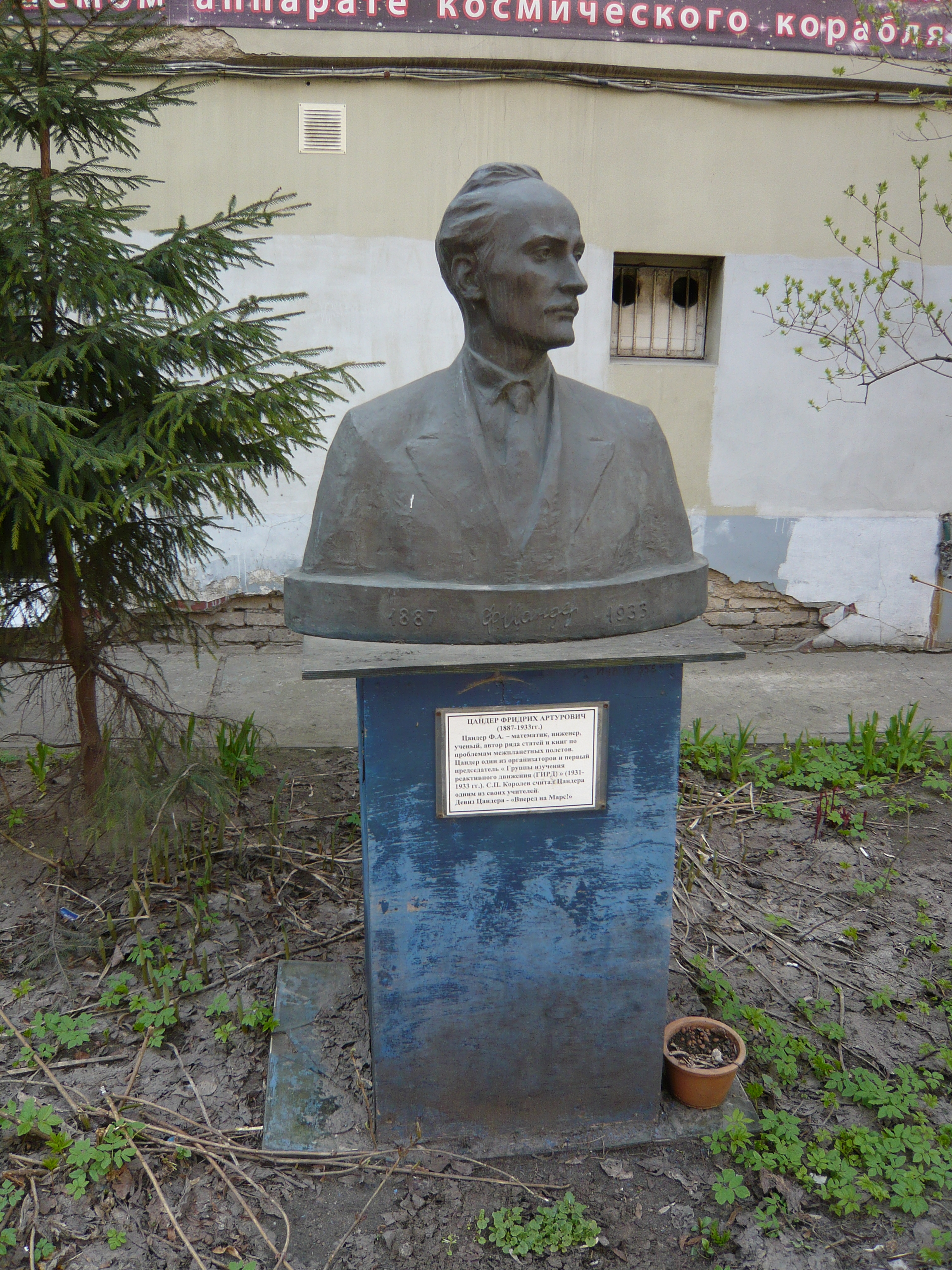
Бюст в ЦДАиК

## Научный вклад
В 1908 году Цандер опубликовал свою первую работу, посвящённую межпланетным путешествиям, рассмотрев в ней вопросы жизнеобеспечения человека в космическом полёте. Цандером впервые была предложена идея космических оранжерей, то есть выращивания съедобных растений непосредственно на борту космического корабля.
В 1911 году им была предложена идея использования части конструкции корабля как дополнительного запаса высокоэффективного топлива. По мысли Цандера, космический корабль мог взлетать как обыкновенный аэроплан, а при достижении границ земной атмосферы использовать ненужные элементы конструкции, такие как крылья, пропеллеры и двигатель, в качестве горючего. В 1921 году доклад об этом проекте был представлен Цандером на конференции изобретателей, а в 1924 году — переработан и опубликован в 13-м номере журнала «Техника и жизнь» под названием «Перелёты на другие планеты». В той же статье Цандер высказал идеи о выгоде применения прямоточных реактивных двигателей, о возможности использования и конструкции солнечного паруса и передаче энергии к движущейся ракете.
Цандер организовал «Общество изучения межпланетных сообщений», в ранних работах которого была впервые рассмотрена возможность использования атмосферы для торможения и возвращения космических кораблей.
В том же 1924 году Цандер запатентовал идею крылатой ракеты, которая должна была, по его мнению, стать основным средством для выполнения межпланетных перелётов.
В 1931 году познакомился с Сергеем Королёвым, 24-летним конструктором планера, на котором Василий Степанчонок совершил тройную мёртвую петлю.
- 1929—1932 — построил и испытал реактивный двигатель на сжатом воздухе с бензином (ОР-1).
- 1930—1931 — преподавал в Московском авиационном институте.
- 1931—1932 — участник Группы изучения реактивного движения (ГИРД), которая создала и запустила в 1933 году первую советскую ракету конструкции М. К. Тихонравова, а затем вторую — по его проекту. В составе рабочей группы занимался разработкой космопланов, идеи которых воплотились в жизнь лишь в 1980-х годах (Спейс шаттл, БОР-4, БОР-5, Буран).
- 1933 — построил и испытал реактивный двигатель на жидком кислороде с бензином (ОР-2).

Ф. А. Цандер не увидел старта своей ракеты: он заболел и умер от тифа в Кисловодске за несколько месяцев до этого события. Похоронен в Кисловодске на Старом Военном кладбище.

## Семья
Жена (с осени 1923 года) — Александра Феоктистовна Милюкова, дети — дочь Астра (12.01.1925 — 08.05.2020, окончила МГУ, физик), рано умерший сын Меркурий (1926—1929), и названный в честь первого сын Меркурий-младший (1930—1987, окончил МВТУ имени Баумана, инженер).

## Изданные работы и сочинения
При жизни Ф. А. Цандера были опубликованы две его работы:
- Перелёты на другие планеты // Техника и жизнь № 13, 1924.
- Проблемы полёта при помощи реактивных аппаратов. М., Госавиац. и автотрактизд., 1932. — 76 с., 5000 экз.

Все остальные научные труды изданы после смерти:
- Проблема полёта при помощи ракетных аппаратов. М., 1947
- Проблема полёта при помощи ракетных аппаратов. Межпланетные полёты. М.; Оборонгиз, 1961.
- Из научного наследия. М., Наука, 1967.
- Проблемы межпланетных полётов [Сборник]. М., Наука, 1988. — 231 с. — ISBN 5-02-000092-2.

## Память

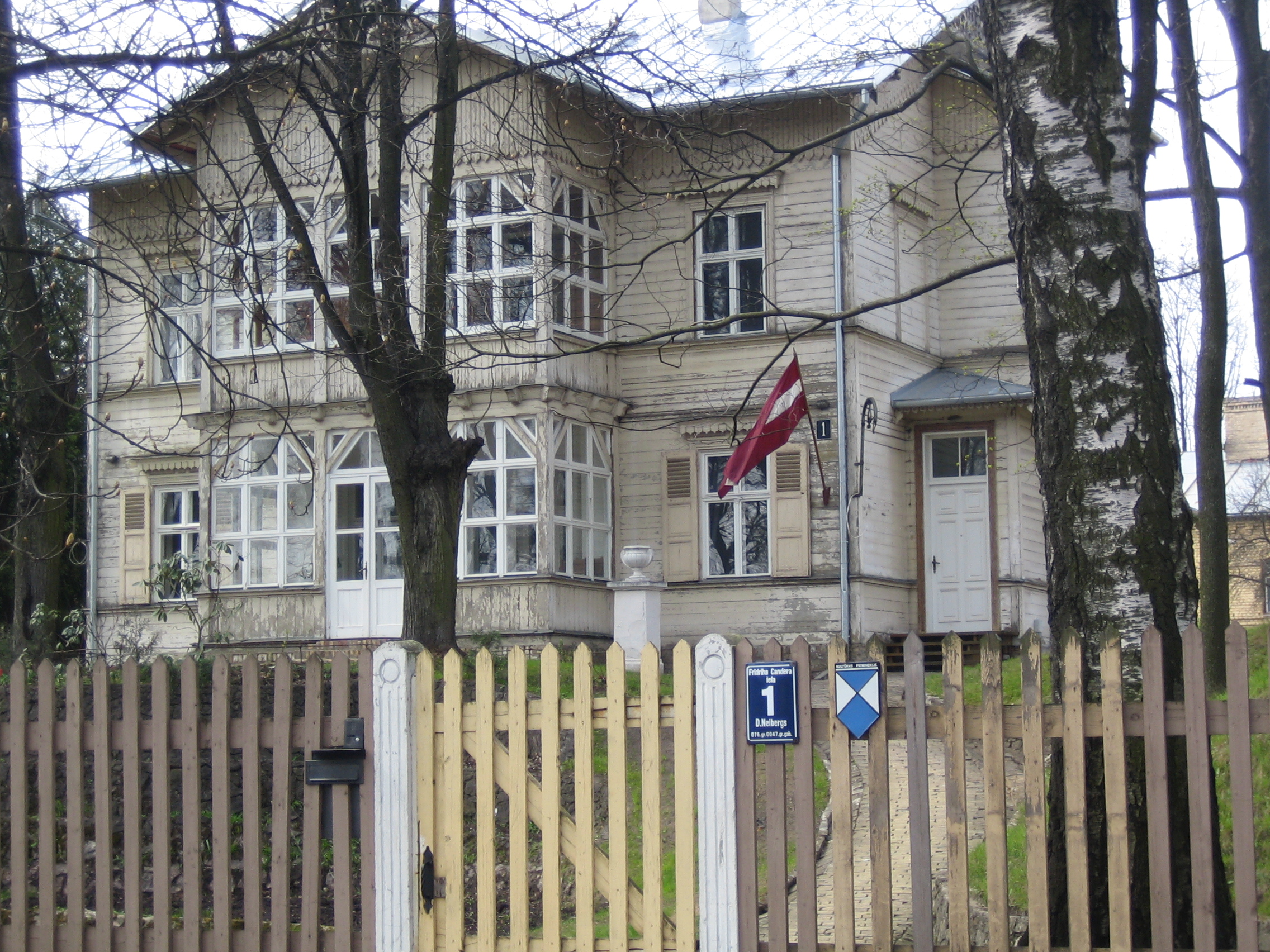
Дом Цандера в Риге.

### Улицы
- В Риге, на улице имени Фридриха Цандера (до 1962 — ул. Бартас), стоит дом, принадлежавший семье учёного. Из-за смены собственника, находившийся там музей перенёс экспозицию в здание Латвийского университета.
- Улица Цандера в Останкинском районе Москвы. Также улицы, названные в честь Цандера, есть в Кисловодске, Алма-Ате, Кривом Роге, Донецке.

### Космические объекты
- Именем Цандера назван кратер на обратной стороне Луны.

### Музеи
- Мемориальный музей Ф. Цандера в Риге открыт 10 сентября 1987 года[11]. С 1995 года — часть Музея истории техники Латвийского университета. С 2005 года действует в главном здании университета, переименован в Музей исследования космоса им. Ф. Цандера, в 2017 году — в астрономическую коллекцию Латвийского университета им. Ф. Цандера[12].
- В Кисловодске есть Музей истории космонавтики имени Цандера[13].
- Рижский музей авиации Клуба юных лётчиков имени Ф. А. Цандера в аэропорту Рига.

### Памятники и памятные знаки
- По инициативе С. П. Королёва в Кисловодске была обнаружена запущенная могила Цандера. Прах учёного был перенесён с городского кладбища на Воинское, 11 августа 1959 года был открыт надгробный памятник (скульптор Аполлон Мануйлов, художник Виктор Дюмин). В 2023 году, к 90-й годовщине смерти, у могилы появились мраморные стенды с биографией Цандера[14].
- 23 августа 1960 года в Риге перед бывшим домом Цандеров установлена бетонная мемориальная плита. В 1987 году заменена на бронзовую доску на здании, похищена в 1990-х годах[15].
- В 1983 году на территории Рижского опытного завода технологической оснастки по ул. Шампетера, неподалёку от дома Цандера, был открыт бронзовый бюст учёного, скульптор Юрис Баярс[16][17].
- 19 мая 1987 года в фойе Рижского политехнического института установлена бронзовая мемориальная доска. Ныне в экспозиции музея Латвийского университета.
- Бюст в Центральном доме авиации и космонавтики в Москве. Аналогичный бюст был открыт 23 августа 1962 года в факультете механики Рижского политехнического института[18]. Ныне в экспозиции музея Латвийского университета.
- Мемориальная доска в Москве на доме № 12 по Медовому переулку, где Ф. А. Цандер жил с 1926 года.
- Мемориальная доска в Москве на доме 19, стр. 1 по Садово-Спасской улице, где в 1932—1933 гг. располагалась ГИРД (вместе с именем С. П. Королёва).
- В 2004 году на Большом кладбище в Риге установлен кенотаф Цандеру (скульптор Индулис Ранка) рядом с могилами его родителей и других родственников.
- В 2012 году Цандер был избран Почётным членом Рижского технического университета. В январе 2013 года в главном здании РТУ открыта мемориальная доска[19].

### Прочее
- В романе А. Беляева «Прыжок в ничто» один из главных героев — Лео Цандер, инженер-ракетостроитель, ученик Циолковского.
- В 1964 году в СССР и в 2012 году в России выпущены почтовые марки, посвящённые Ф. А. Цандеру.  (ЦФА [АО «Марка»] #3021; Sc #2887-2889)[20]
- В 1974 году именем Фридриха Цандера был назван танкер Латвийского морского пароходства ММФ СССР[21][22].
- С 1992 года Президиумом РАН присуждается Премия имени Ф. А. Цандера — высшая научная награда РАН «за выдающиеся теоретические работы в области ракетно-космической науки».
- Приднестровье в 2017 году в серии «Освоение космоса» выпустило памятные монеты «130 лет со дня рождения Ф. А. Цандера» в 1 рубль[23] и в 20 рублей из серебра[24].
- Рижский технический университет в апреле 2018 года выпустил книгу о Цандере на английском языке «From Airplanes to Rockets — Friedrich Zander and Early Aviation in Riga». Её авторы — Гюнтер Соллингер и Алида Зигмунде[25][26].
- В честь Ф. А. Цандера назван пик в Антарктиде (Земля Королевы Мод, 71°43′ ю. ш., 8°54′ в. д., пик нанесён на карту в 1961 году, название присвоено в 1966 году)[27].

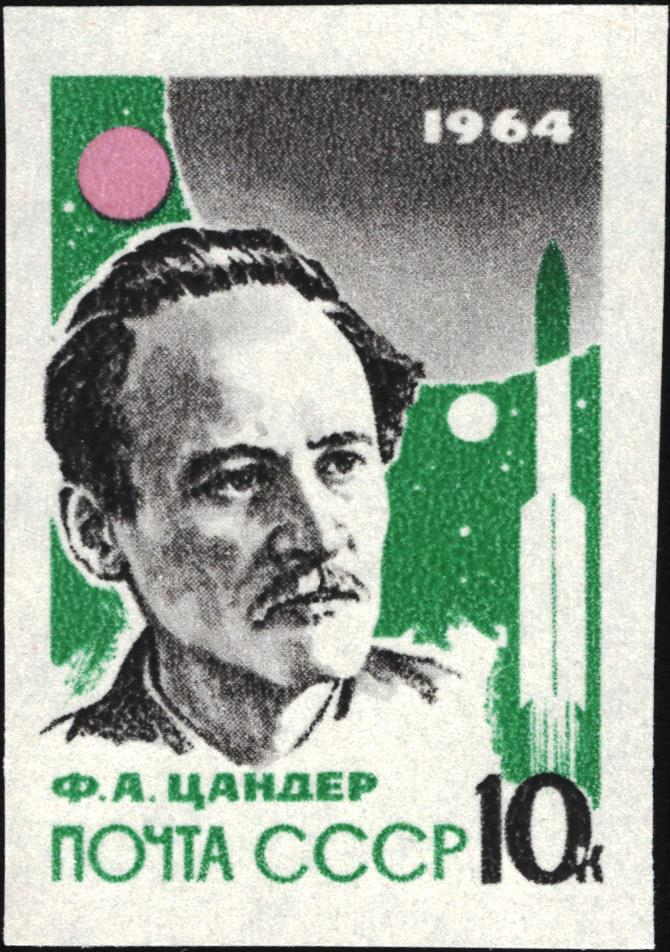
Почтовая марка, 1964 год
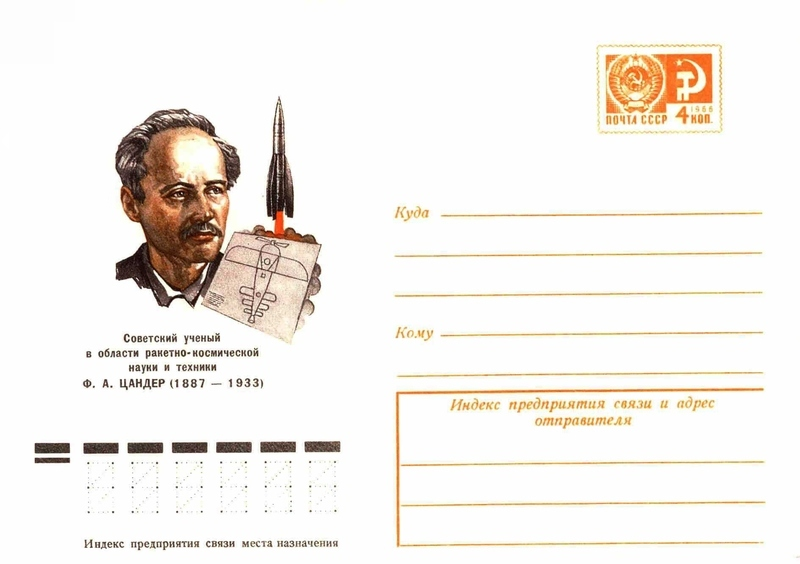
Художественный маркированный конверт СССР, посвящённый 80-летию со дня рождения Ф. А. Цандера, 1967 год
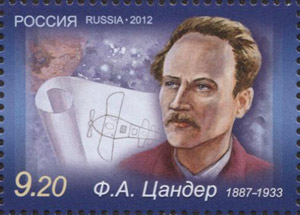
Почтовая марка. 125 лет со дня рождения Ф.А. Цандера (1887-1933)
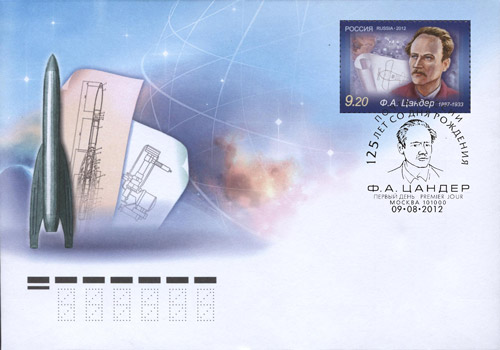
Конверт первого дня, Цандер, Фридрих Артурович, 2012 год

## Фильмы
- Документальный фильм «Фридрих Цандер», 1985, Рижская киностудия, режиссёр Андрей Апситис.
- Пионеры российской ракетной техники
- Гении и злодеи